# Eric Opoku
Eric Opoku-Agyemang (sinh ngày 11 tháng 11 năm 1991 ở Kumasi) là một cầu thủ bóng đá người Ghana hiện tại thi đấu cho đội bóng tại Giải bóng đá ngoại hạng Ethiopia Dedebit FC.

## Sự nghiệp
Opoku khởi đầu sự nghiệp cùng với Corners Babies, và gia nhập Accra Hearts of Oak SC năm 2008. After a short stint there Anh ký hợp đồng với Asante Kotoko. Anh có trận đấu ra mắt cho Asante Kotoko tại CAF Champions League trước Étoile du Sahel. Sau 3 năm cùng với Asante Kotoko, anh gia nhập kình địch tại Giải bóng đá ngoại hạng Ghana Ashanti Gold SC. Anh được bình chọn là cầu thủ xuất sắc nhất Giải bóng đá ngoại hạng Ghana 2015. Anh là cầu thủ đa năng, thi đấu ở vị trí trung vệ và tiền vệ phòng ngự, có biệt danh là "Hello Kwaku"

## Sự nghiệp quốc tế
Anh từng thi đấu chi Đội tuyển bóng đá U-17 quốc gia Ghana tại Giải vô địch bóng đá U-17 thế giới 2007 ở Hàn Quốc.